# Santa Helena, Maranhão
Santa Helena este un oraș în unitatea federativă Maranhão (MA), Brazilia.